# اعترافات یک تبلیغاتچی
اعترافات یک تبلیغاتچی (انگلیسی: Confessions of an Advertising Man) نام کتابی است که توسط دیوید آگیلوی که او را به عنوان پدر تبلیغات نیز می‌شناسند، در سال ۱۹۶۳ منتشر شده‌است و در بسیار از کلاسهای فنون تبلیغاتی که در آمریکا برگزار می‌شوند، مطالعه آن لازم است. این کتاب یازده فصل دارد.
در ماه ماه اوت ۱۹۶۳، تعداد ۵۰۰۰ نسخه و در سال ۲۰۰۸ بیش از ۱۰۰۰۰ نسخه از این کتاب به چاپ رسیده‌است.